# لوهمن
لوهمن (به آلمانی: Lohmen) یک شهر در آلمان است که در زکزیشه شوایتس-اوسترتسگبیرگه واقع شده‌است. لوهمن  ۳٬۲۷۴ نفر جمعیت دارد.